# Politique I
Politique I est un ensemble de textes à caractère politique écrits par François Mitterrand dans les années 1970.